# Høydalsmo

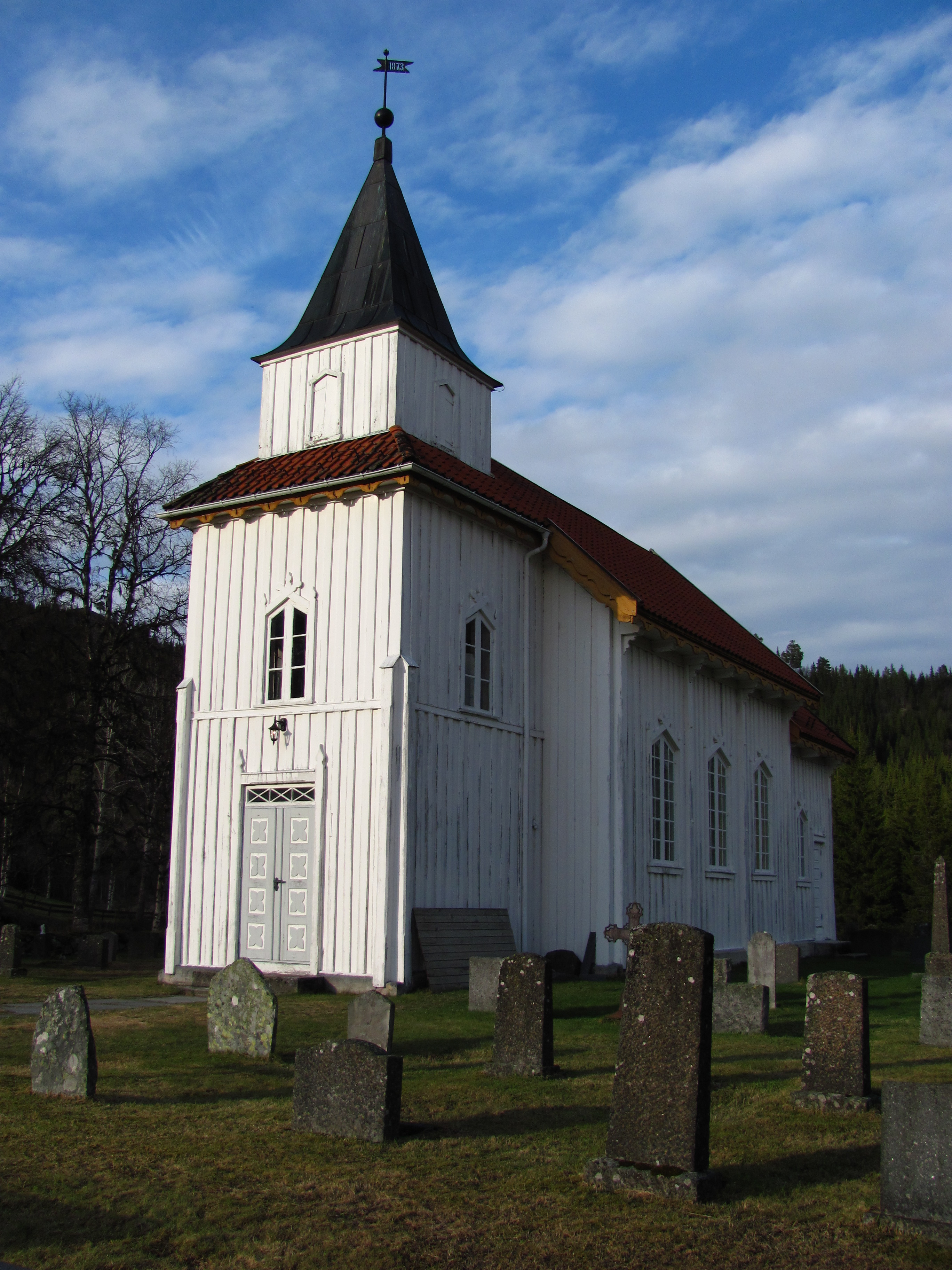
Igreja de Høydalsmo.

Høydalsmo é um vilarejo na região de Telemark, Noruega. Tem cerca de 300 habitantes permanentes.
Høydalsmo é conhecida por suas instalações de esqui. O primeiro campeonato de esqui organizado ocorreu em Høydalsmo e foi vencido por Sondre Norheim. Høydalsmo sediou o campeonato norueguês de esqui cross-country em 2002.